# 浦河町

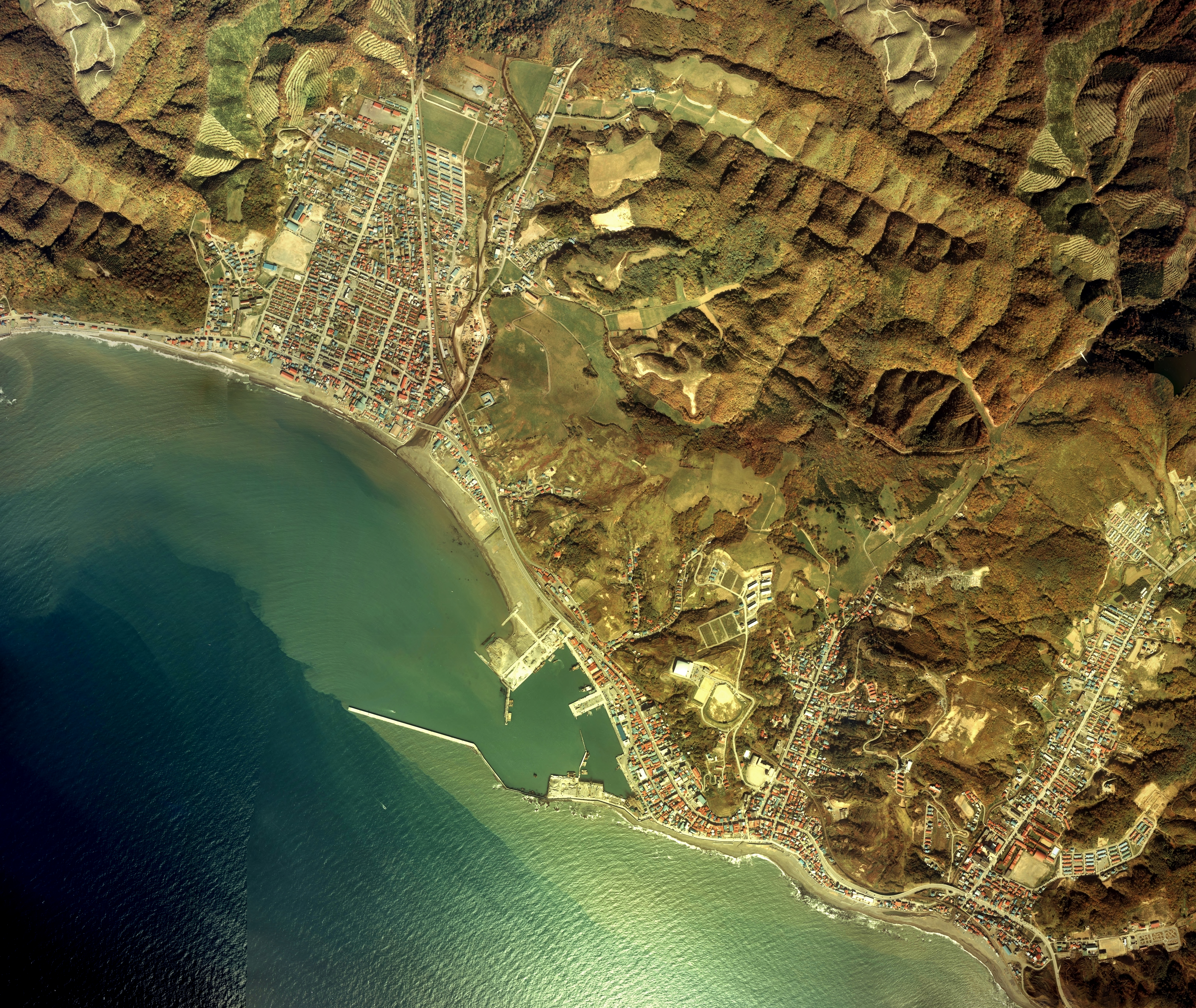
浦河町中心部周辺の空中写真。1978年撮影の8枚を合成作成。
。

浦河町（うらかわちょう）は、北海道の日高振興局管内にある町。日高振興局の所在地である。サラブレッドの主産地として知られ、町内には約300の牧場があるほか、日本最大級の乗馬リゾート施設であるうらかわ優駿ビレッジAERUがある。

## 地名の由来
現市街地付近はもともと「ポンナイ（pon-nay）」（小さい・川）と呼ばれていたが、市街地から20 km ほど西にあったウラカワの会所（現在の元浦川付近）をポンナイに移したことにより現市街地付近の地名となり、後年自治体名となった。

## 地理
日高振興局沿岸中部に位置する。北部の日高山脈に由来する山岳地帯は日高山脈襟裳十勝国立公園に指定されている。南部は太平洋に面する。地震の発生が比較的多い地域であり、浦河測候所（2009年10月廃止）の存在により、日高管内で唯一震度情報が得られていた。

### 地形
主な山
- 楽古岳 (1472m)
- トヨニ岳 (1493m)
- トヨニ岳北峰 (1529m)
- ピリカヌプリ (1631m)
- ソエマツ岳 (1625m)
- 神威岳 (1600m)
- 十勝岳 (1457m)
- 中ノ岳 (1519m)
- ニシュオマナイ岳(1493m)
- 野塚岳 (1353m)
- オムシャヌプリ (1379m)
- 靴幅山 (1468m)
- 幌別岳 (1512m)

主な川
- 元浦川
- 日高幌別川
- 向別川

主な湖
- うらら湖(人工湖)

### 気候
沿岸部は太平洋に面しているため、北海道としては気候は穏やかでケッペンの気候区分では西岸海洋性気候に分類されることもある。夏はやませの影響を受けるため気温が低い。冬は雪が少なく、日照時間が比較的長い。一方、沿岸部以外は北海道らしい寒さとなる。
| 浦河町潮見町（浦河特別地域気象観測所、標高37m）の気候   | 浦河町潮見町（浦河特別地域気象観測所、標高37m）の気候 | 浦河町潮見町（浦河特別地域気象観測所、標高37m）の気候 | 浦河町潮見町（浦河特別地域気象観測所、標高37m）の気候 | 浦河町潮見町（浦河特別地域気象観測所、標高37m）の気候 | 浦河町潮見町（浦河特別地域気象観測所、標高37m）の気候 | 浦河町潮見町（浦河特別地域気象観測所、標高37m）の気候 | 浦河町潮見町（浦河特別地域気象観測所、標高37m）の気候 | 浦河町潮見町（浦河特別地域気象観測所、標高37m）の気候 | 浦河町潮見町（浦河特別地域気象観測所、標高37m）の気候 | 浦河町潮見町（浦河特別地域気象観測所、標高37m）の気候 | 浦河町潮見町（浦河特別地域気象観測所、標高37m）の気候 | 浦河町潮見町（浦河特別地域気象観測所、標高37m）の気候 | 浦河町潮見町（浦河特別地域気象観測所、標高37m）の気候 |
| 月                                                      | 1月                                                   | 2月                                                   | 3月                                                   | 4月                                                   | 5月                                                   | 6月                                                   | 7月                                                   | 8月                                                   | 9月                                                   | 10月                                                  | 11月                                                  | 12月                                                  | 年                                                    |
| ------------------------------------------------------- | ----------------------------------------------------- | ----------------------------------------------------- | ----------------------------------------------------- | ----------------------------------------------------- | ----------------------------------------------------- | ----------------------------------------------------- | ----------------------------------------------------- | ----------------------------------------------------- | ----------------------------------------------------- | ----------------------------------------------------- | ----------------------------------------------------- | ----------------------------------------------------- | ----------------------------------------------------- |
| 最高気温記録 °C （°F）                                  | 10.9 (51.6)                                           | 13.6 (56.5)                                           | 16.5 (61.7)                                           | 22.2 (72)                                             | 23.5 (74.3)                                           | 27.2 (81)                                             | 30.7 (87.3)                                           | 31.5 (88.7)                                           | 29.9 (85.8)                                           | 23.7 (74.7)                                           | 19.1 (66.4)                                           | 14.3 (57.7)                                           | 31.5 (88.7)                                           |
| 平均最高気温 °C （°F）                                  | 0.9 (33.6)                                            | 1.2 (34.2)                                            | 4.4 (39.9)                                            | 8.9 (48)                                              | 13.5 (56.3)                                           | 16.9 (62.4)                                           | 20.7 (69.3)                                           | 23.0 (73.4)                                           | 21.4 (70.5)                                           | 16.2 (61.2)                                           | 9.8 (49.6)                                            | 3.6 (38.5)                                            | 11.7 (53.1)                                           |
| 日平均気温 °C （°F）                                    | −2.4 (27.7)                                           | −2.1 (28.2)                                           | 0.9 (33.6)                                            | 5.2 (41.4)                                            | 9.7 (49.5)                                            | 13.5 (56.3)                                           | 17.7 (63.9)                                           | 19.9 (67.8)                                           | 17.7 (63.9)                                           | 12.3 (54.1)                                           | 6.1 (43)                                              | 0.1 (32.2)                                            | 8.2 (46.8)                                            |
| 平均最低気温 °C （°F）                                  | −5.7 (21.7)                                           | −5.6 (21.9)                                           | −2.5 (27.5)                                           | 1.8 (35.2)                                            | 6.4 (43.5)                                            | 10.7 (51.3)                                           | 15.3 (59.5)                                           | 17.4 (63.3)                                           | 14.4 (57.9)                                           | 8.3 (46.9)                                            | 2.5 (36.5)                                            | −3.1 (26.4)                                           | 5.0 (41)                                              |
| 最低気温記録 °C （°F）                                  | −15.5 (4.1)                                           | −14.8 (5.4)                                           | −13.1 (8.4)                                           | −8.1 (17.4)                                           | −2.5 (27.5)                                           | 2.3 (36.1)                                            | 6.5 (43.7)                                            | 8.9 (48)                                              | 1.9 (35.4)                                            | −1.3 (29.7)                                           | −7.9 (17.8)                                           | −13.1 (8.4)                                           | −15.5 (4.1)                                           |
| 降水量 mm （inch）                                      | 34.0 (1.339)                                          | 28.9 (1.138)                                          | 48.8 (1.921)                                          | 77.9 (3.067)                                          | 125.3 (4.933)                                         | 95.9 (3.776)                                          | 141.5 (5.571)                                         | 161.6 (6.362)                                         | 144.4 (5.685)                                         | 117.7 (4.634)                                         | 83.4 (3.283)                                          | 59.0 (2.323)                                          | 1,118.3 (44.028)                                      |
| 降雪量 cm （inch）                                      | 41 (16.1)                                             | 35 (13.8)                                             | 19 (7.5)                                              | 1 (0.4)                                               | 0 (0)                                                 | 0 (0)                                                 | 0 (0)                                                 | 0 (0)                                                 | 0 (0)                                                 | 0 (0)                                                 | 4 (1.6)                                               | 28 (11)                                               | 128 (50.4)                                            |
| 平均降水日数 （≥0.5 mm）                                | 11.5                                                  | 9.3                                                   | 10.3                                                  | 11.2                                                  | 12.0                                                  | 10.0                                                  | 12.1                                                  | 11.8                                                  | 11.6                                                  | 12.4                                                  | 14.7                                                  | 14.0                                                  | 140.9                                                 |
| 平均降雪日数 （≥1 cm）                                  | 11.7                                                  | 10.1                                                  | 5.1                                                   | 0.5                                                   | 0.0                                                   | 0.0                                                   | 0.0                                                   | 0.0                                                   | 0.0                                                   | 0.0                                                   | 1.3                                                   | 8.2                                                   | 36.9                                                  |
| % 湿度                                                  | 65                                                    | 68                                                    | 72                                                    | 78                                                    | 83                                                    | 90                                                    | 92                                                    | 90                                                    | 84                                                    | 75                                                    | 69                                                    | 65                                                    | 78                                                    |
| 平均月間日照時間                                        | 142.0                                                 | 160.8                                                 | 194.2                                                 | 187.9                                                 | 187.2                                                 | 145.0                                                 | 115.6                                                 | 136.0                                                 | 163.4                                                 | 172.2                                                 | 121.7                                                 | 113.2                                                 | 1,839.1                                               |
| 出典：気象庁 (平均値：1991年-2020年、極値：1927年-現在) |                                                       |                                                       |                                                       |                                                       |                                                       |                                                       |                                                       |                                                       |                                                       |                                                       |                                                       |                                                       |                                                       |

| 中杵臼（標高98m）（1991年 - 2020年）の気候 | 中杵臼（標高98m）（1991年 - 2020年）の気候 | 中杵臼（標高98m）（1991年 - 2020年）の気候 | 中杵臼（標高98m）（1991年 - 2020年）の気候 | 中杵臼（標高98m）（1991年 - 2020年）の気候 | 中杵臼（標高98m）（1991年 - 2020年）の気候 | 中杵臼（標高98m）（1991年 - 2020年）の気候 | 中杵臼（標高98m）（1991年 - 2020年）の気候 | 中杵臼（標高98m）（1991年 - 2020年）の気候 | 中杵臼（標高98m）（1991年 - 2020年）の気候 | 中杵臼（標高98m）（1991年 - 2020年）の気候 | 中杵臼（標高98m）（1991年 - 2020年）の気候 | 中杵臼（標高98m）（1991年 - 2020年）の気候 | 中杵臼（標高98m）（1991年 - 2020年）の気候 |
| 月                                         | 1月                                        | 2月                                        | 3月                                        | 4月                                        | 5月                                        | 6月                                        | 7月                                        | 8月                                        | 9月                                        | 10月                                       | 11月                                       | 12月                                       | 年                                         |
| ------------------------------------------ | ------------------------------------------ | ------------------------------------------ | ------------------------------------------ | ------------------------------------------ | ------------------------------------------ | ------------------------------------------ | ------------------------------------------ | ------------------------------------------ | ------------------------------------------ | ------------------------------------------ | ------------------------------------------ | ------------------------------------------ | ------------------------------------------ |
| 最高気温記録 °C （°F）                     | 10.0 (50)                                  | 10.1 (50.2)                                | 17.2 (63)                                  | 25.9 (78.6)                                | 30.3 (86.5)                                | 30.5 (86.9)                                | 32.8 (91)                                  | 33.8 (92.8)                                | 32.1 (89.8)                                | 24.6 (76.3)                                | 19.4 (66.9)                                | 14.5 (58.1)                                | 33.8 (92.8)                                |
| 平均最高気温 °C （°F）                     | −0.5 (31.1)                                | 0.2 (32.4)                                 | 3.9 (39)                                   | 10.8 (51.4)                                | 16.7 (62.1)                                | 20.4 (68.7)                                | 23.8 (74.8)                                | 25.0 (77)                                  | 21.7 (71.1)                                | 15.7 (60.3)                                | 8.7 (47.7)                                 | 1.8 (35.2)                                 | 12.4 (54.3)                                |
| 日平均気温 °C （°F）                       | −6.6 (20.1)                                | −5.7 (21.7)                                | −1.2 (29.8)                                | 4.7 (40.5)                                 | 10.5 (50.9)                                | 14.6 (58.3)                                | 18.6 (65.5)                                | 19.7 (67.5)                                | 15.8 (60.4)                                | 9.1 (48.4)                                 | 3.0 (37.4)                                 | −3.4 (25.9)                                | 6.6 (43.9)                                 |
| 平均最低気温 °C （°F）                     | −13.6 (7.5)                                | −13.3 (8.1)                                | −7.1 (19.2)                                | −1.3 (29.7)                                | 4.3 (39.7)                                 | 9.4 (48.9)                                 | 14.6 (58.3)                                | 15.6 (60.1)                                | 10.6 (51.1)                                | 3.0 (37.4)                                 | −2.4 (27.7)                                | −9.1 (15.6)                                | 0.9 (33.6)                                 |
| 最低気温記録 °C （°F）                     | −25.3 (−13.5)                              | −26.7 (−16.1)                              | −22.4 (−8.3)                               | −13.4 (7.9)                                | −4.6 (23.7)                                | −0.2 (31.6)                                | 4.6 (40.3)                                 | 4.7 (40.5)                                 | −1.2 (29.8)                                | −7.2 (19)                                  | −14.5 (5.9)                                | −22.2 (−8)                                 | −26.7 (−16.1)                              |
| 降水量 mm （inch）                         | 56.4 (2.22)                                | 52.7 (2.075)                               | 93.7 (3.689)                               | 137.4 (5.409)                              | 195.4 (7.693)                              | 139.7 (5.5)                                | 188.9 (7.437)                              | 239.3 (9.421)                              | 194.6 (7.661)                              | 193.9 (7.634)                              | 147.4 (5.803)                              | 93.9 (3.697)                               | 1,747.6 (68.803)                           |
| 降雪量 cm （inch）                         | 110 (43.3)                                 | 96 (37.8)                                  | 80 (31.5)                                  | 15 (5.9)                                   | 0 (0)                                      | 0 (0)                                      | 0 (0)                                      | 0 (0)                                      | 0 (0)                                      | 0 (0)                                      | 14 (5.5)                                   | 91 (35.8)                                  | 397 (156.3)                                |
| 平均降水日数 （≥1.0 mm）                   | 9.8                                        | 9.2                                        | 11.7                                       | 12.4                                       | 12.3                                       | 9.8                                        | 11.8                                       | 12.3                                       | 12.3                                       | 13.4                                       | 13.8                                       | 13.3                                       | 140.5                                      |
| 平均月間日照時間                           | 115.0                                      | 127.4                                      | 148.5                                      | 162.5                                      | 173.3                                      | 147.2                                      | 126.5                                      | 129.3                                      | 140.8                                      | 147.5                                      | 106.1                                      | 99.9                                       | 1,624.1                                    |
| 出典1：Japan Meteorological Agency         |                                            |                                            |                                            |                                            |                                            |                                            |                                            |                                            |                                            |                                            |                                            |                                            |                                            |
| 出典2：気象庁                              |                                            |                                            |                                            |                                            |                                            |                                            |                                            |                                            |                                            |                                            |                                            |                                            |                                            |

### 地域

#### 住宅団地
- 道営住宅まきば団地
- 町営住宅荻伏Ａ団地
- 町営住宅荻伏Ｂ団地

### 人口
| |                                        |  |
| 浦河町と全国の年齢別人口分布（2005年） | 浦河町の年齢・男女別人口分布（2005年） |  |
| ■紫色 ― 浦河町 ■緑色 ― 日本全国 | ■青色 ― 男性 ■赤色 ― 女性              |  |
| 浦河町（に相当する地域）の人口の推移 \| 1970年（昭和45年） \| 20,922人 \| \| \| 1975年（昭和50年） \| 20,213人 \| \| \| 1980年（昭和55年） \| 19,408人 \| \| \| 1985年（昭和60年） \| 18,808人 \| \| \| 1990年（平成2年） \| 17,862人 \| \| \| 1995年（平成7年） \| 17,186人 \| \| \| 2000年（平成12年） \| 16,634人 \| \| \| 2005年（平成17年） \| 15,698人 \| \| \| 2010年（平成22年） \| 14,353人 \| \| \| 2015年（平成27年） \| 13,075人 \| \| \| 2020年（令和2年） \| 12,074人 \| \| |                                        |  |
| 総務省統計局 国勢調査より |                                        |  |
| 1970年（昭和45年） | 20,922人                               |  |
| 1975年（昭和50年） | 20,213人                               |  |
| 1980年（昭和55年） | 19,408人                               |  |
| 1985年（昭和60年） | 18,808人                               |  |
| 1990年（平成2年） | 17,862人                               |  |
| 1995年（平成7年） | 17,186人                               |  |
| 2000年（平成12年） | 16,634人                               |  |
| 2005年（平成17年） | 15,698人                               |  |
| 2010年（平成22年） | 14,353人                               |  |
| 2015年（平成27年） | 13,075人                               |  |
| 2020年（令和2年） | 12,074人                               |  |

#### 消滅集落
2015年国勢調査によれば、以下の集落は調査時点で人口0人の消滅集落となっている。
- 浦河町 - 字上西舎

### 隣接自治体
日高振興局
- 日高郡：新ひだか町
- 様似郡：様似町

十勝総合振興局
- 広尾郡：広尾町
- 広尾郡：大樹町

## 歴史

### 先史時代
- 縄文時代より栄えた。装飾、石器が発掘されている。

### 近世
江戸時代
- 1669年（寛文9年）松前藩の将、佐藤権左衛門が、現在の浦河神社社務所付近に小祠を建立、金刀比羅宮の御分霊を奉斎。
- 1799年（寛政11年）浦河郡域は天領となる。
- 1858年（安政5年）幕府牧場掛、新家鉄作により、元浦川東岸に馬牧が開設される。

### 近代
明治
- 1880年（明治13年）浦河外19ヶ村戸長役場が設置される。
- 1882年（明治15年）浦河外19ヶ村戸長役場から浦河外10ヶ村戸長役場に改称する。
- 1883年（明治16年）浦河外10ヶ村戸長役場が2つの役場（井寒台村外6ヶ村役場と後邊戸村外3ヶ村役場）に分割される。
- 1884年（明治17年）2つの役場（井寒台村外6ヶ村役場と後邊戸村外3ヶ村役場）が廃止され、浦河郡役所の直轄となる。
- 1897年（明治30年）浦河郡役所が廃止され、浦河支庁（現在の日高支庁）の直轄となる。
- 1900年（明治33年）再び浦河外10ヶ村戸長役場が設置される。
- 1902年（明治35年）二級町村制を施行し、浦河町（浦河村、後鞆村（しろいずみ）、向別村（むこうべつ）、井寒台村（いかんだい）の4村が合併し、浦河村となるが、即日町制で浦河町となる）、西舎村、杵臼村、荻伏村の浦河町外3ヶ村組合役場となる。
- 1910年（明治43年） 荻伏村が分離・独立したため、浦河町外3ヶ村組合役場から浦河町外2ヶ村組合役場となる。

大正
- 1915年（大正4年）4月1日 浦河町、西舎村（にしちゃ）、杵臼村（きねうす）の3町村が合併し、一級町村制の浦河町となる。

### 現代
昭和
- 1935年（昭和10年） - 日本国有鉄道日高本線が延伸。浦河駅が開業。
- 1956年（昭和31年） 浦河郡荻伏村（おぎふし）を編入。
- 1982年（昭和57年）浦河沖地震が発生。

平成
- 1998年（平成10年） 伏木田光夫美術館の開館。

令和
- 2021年（令和3年）
  - 4月1日 - 日高本線が廃止[7]（災害により2015年から浦河町の区間は運転休止状態にあった）。
  - 9月以降 - 北海道東部の太平洋沿岸で赤潮が発生。浦河にも影響が及びウニやサケなどの水産物に被害[8]。

## 政治

### 行政

#### 首長
歴代首長
| 代                                   | 氏名                                 | 就任                                 | 退任                                 | 備考                                 |
| 戸長役場・組合役場・浦河町長（官選） | 戸長役場・組合役場・浦河町長（官選） | 戸長役場・組合役場・浦河町長（官選） | 戸長役場・組合役場・浦河町長（官選） | 戸長役場・組合役場・浦河町長（官選） |
| ------------------------------------ | ------------------------------------ | ------------------------------------ | ------------------------------------ | ------------------------------------ |
| 初                                   | 高橋袈裟蔵                           | 1900年（明治33年）10月16日           | 1901年（明治34年）2月2日             |                                      |
| 2                                    | 不和久吉                             | 1901年（明治34年）2月2日             | 1902年（明治35年）3月12日            |                                      |
| 3                                    | 瀬島新平                             | 1902年（明治35年）6月                | 1914年（大正3年）9月12日             |                                      |
| 4                                    | 宮城昌章                             | 1915年（大正4年）6月2日              | 1918年（大正7年）10月29日            |                                      |
| 5                                    | 西口右平                             | 1918年（大正7年）11月8日             | 1921年（大正10年）1月15日            |                                      |
| 6                                    | 堺頼吉                               | 1921年（大正10年）9月16日            | 1924年（大正13年）2月5日             |                                      |
| 7                                    | 住谷尚平                             | 1925年（大正14年）2月17日            | 1931年（昭和6年）4月20日             |                                      |
| 8                                    | 荻丹栄                               | 1931年（昭和6年）7月2日              | 1946年（昭和21年）11月3日            |                                      |
| 浦河町長（公選）                     |                                      |                                      |                                      |                                      |
| 9                                    | 蛎崎敏雄                             | 1947年（昭和22年）4月5日             | 1953年（昭和28年）11月16日           | 2期                                  |
| 10                                   | 濱口光輝                             | 1953年（昭和28年）12月24日           | 1989年（平成元年）12月23日           | 9期                                  |
| 11                                   | 谷川弘一郎                           | 1989年（平成元年）12月24日           | 2009年（平成21年）12月23日           | 5期                                  |
| 12                                   | 池田拓                               | 2009年（平成21年）12月24日           | 現職                                 | 3期                                  |

## 施設

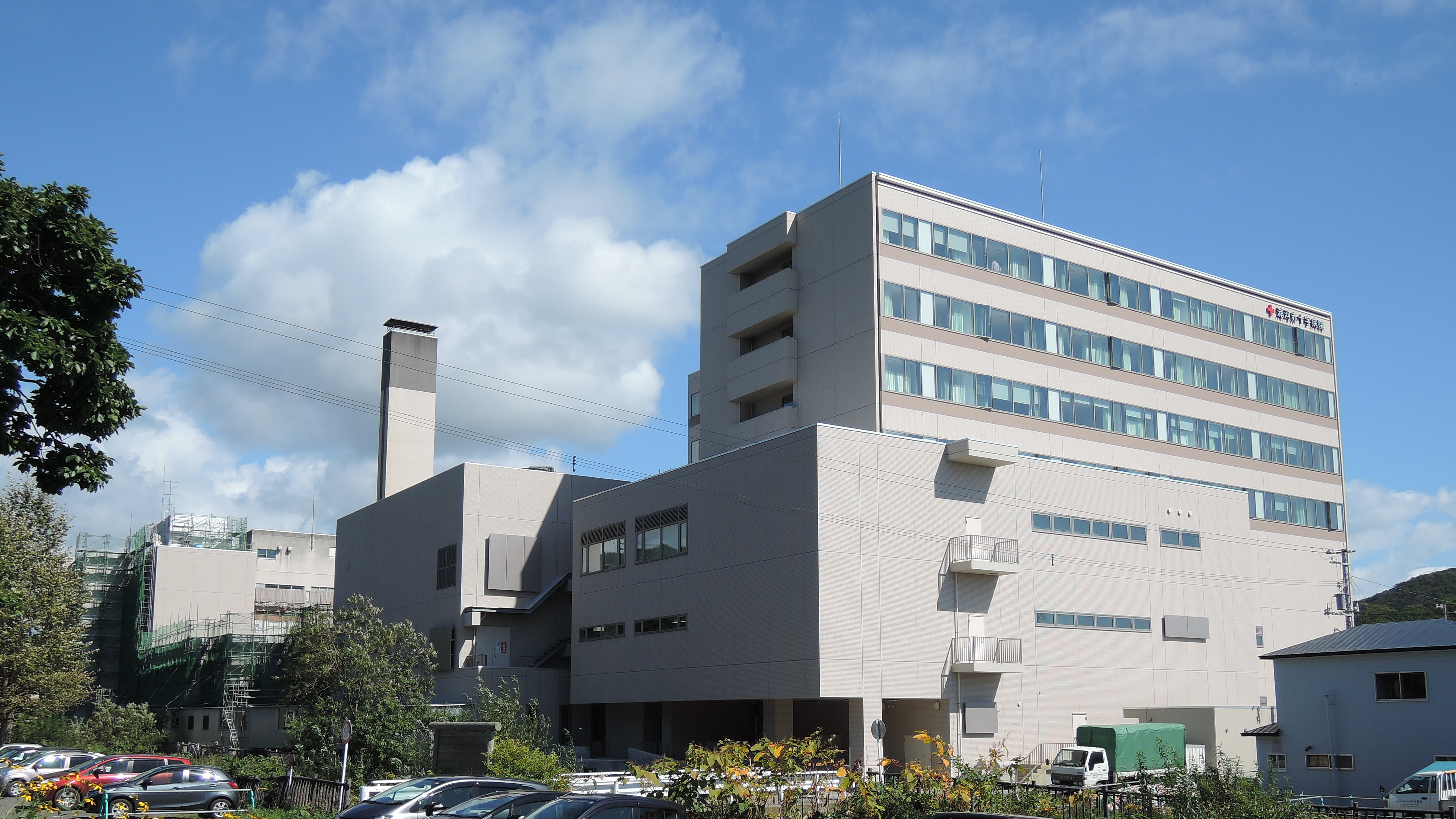
浦河赤十字病院

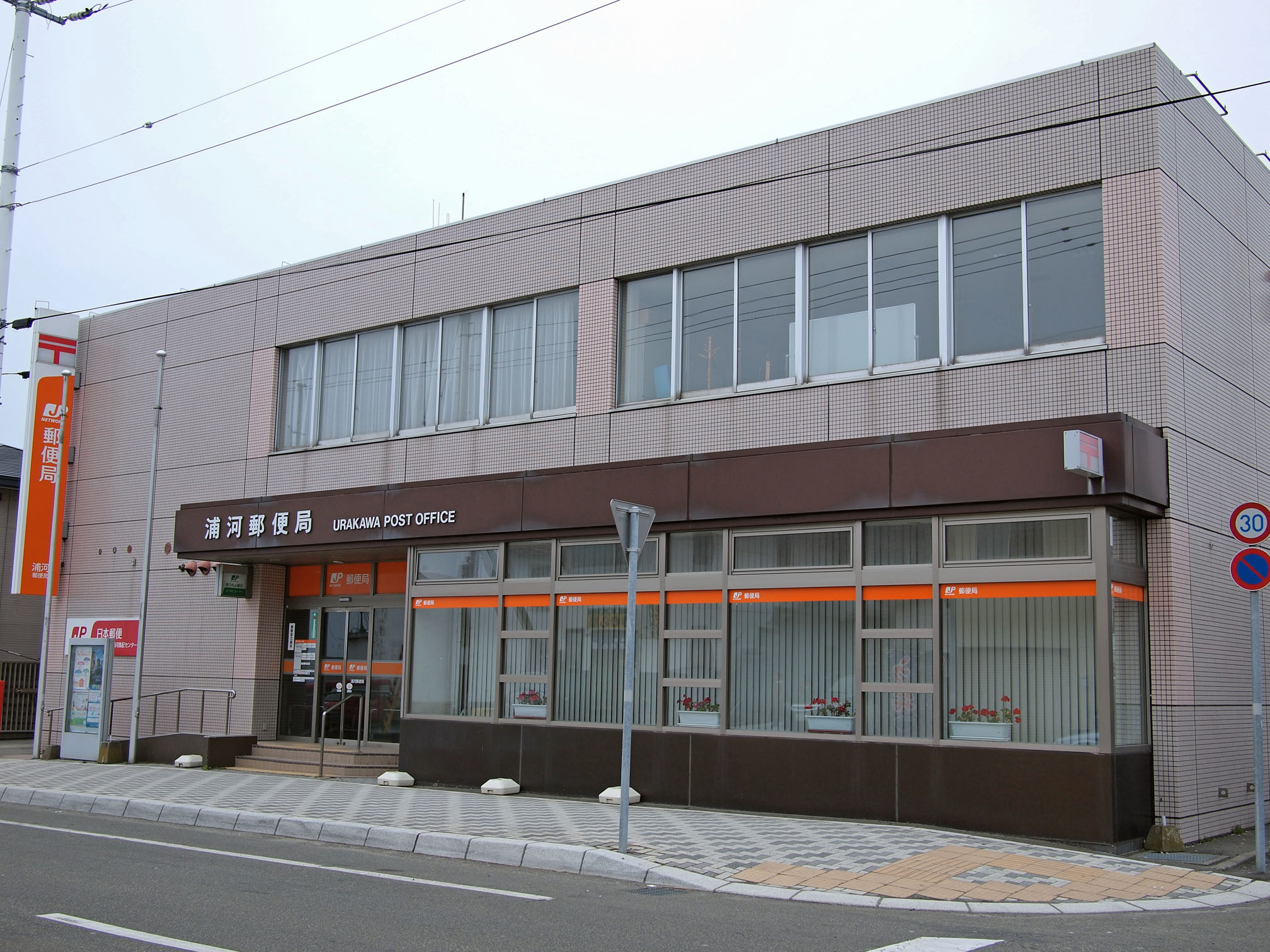
浦河郵便局

### 警察
- 北海道札幌方面浦河警察署

### 消防
本部
- 日高東部消防組合消防本部

消防署
- 浦河消防署

### 医療
主な病院
- 浦河赤十字病院

### 郵便局
主な郵便局
- 浦河郵便局（集配局）
- 浦河堺町郵便局
- 荻伏郵便局
- 西舎郵便局
- 野深郵便局
- 浦河東町簡易郵便局
- 西幌別簡易郵便局

## 対外関係

### 姉妹都市・提携都市

#### 海外
姉妹都市
- フォレストヒース （イギリス連合王国 イングランド国 東イングランド地方 サフォーク州）
- ゾーンモド（モンゴル国 トゥブ県）

#### 国内
姉妹都市
- 天草市（九州地方 熊本県）
  - 旧河浦町と姉妹都市提携。
- 浜田市（中国地方 島根県）
  - 旧金城町と姉妹都市提携。

## 経済

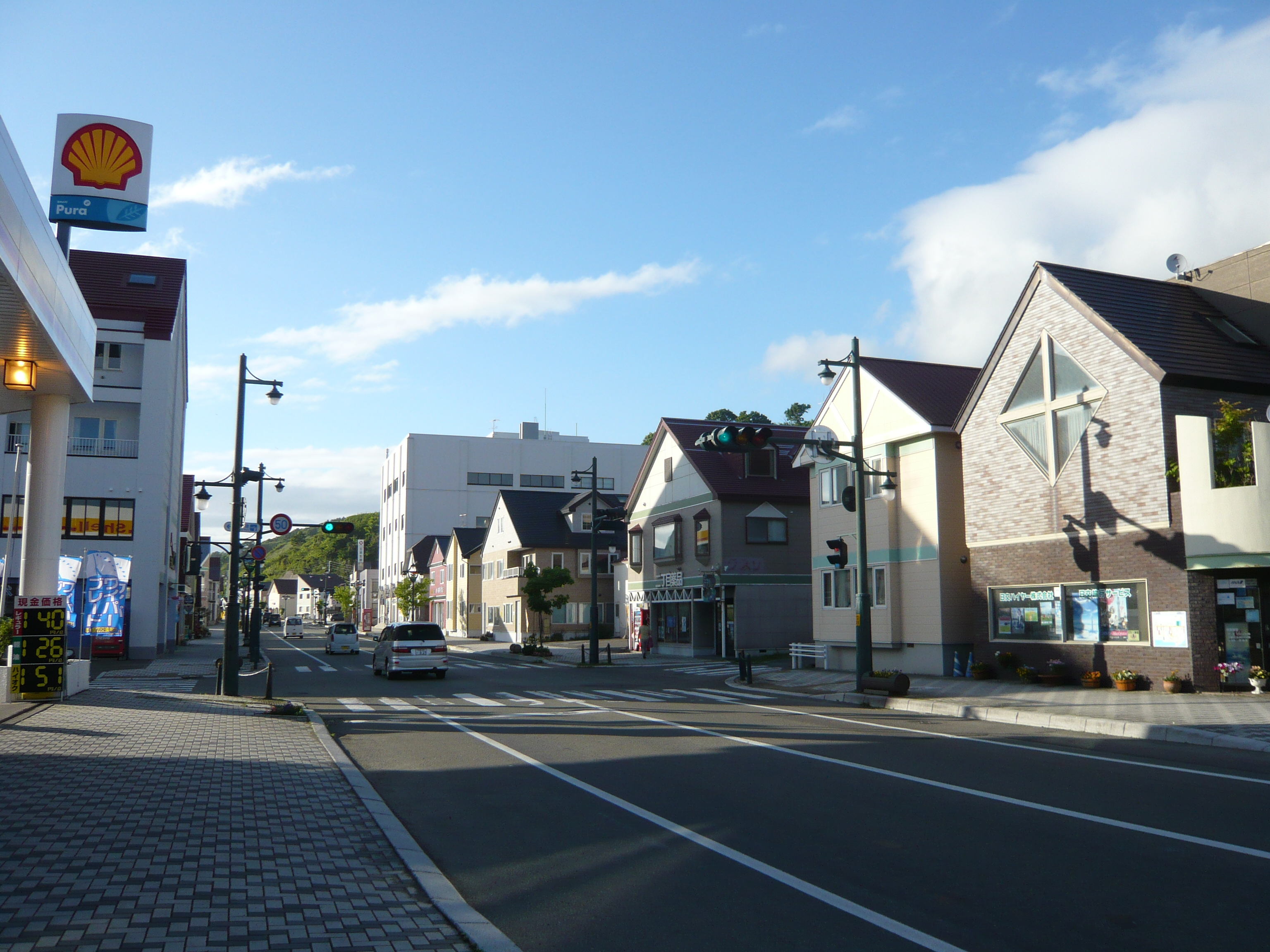
浦河町大通

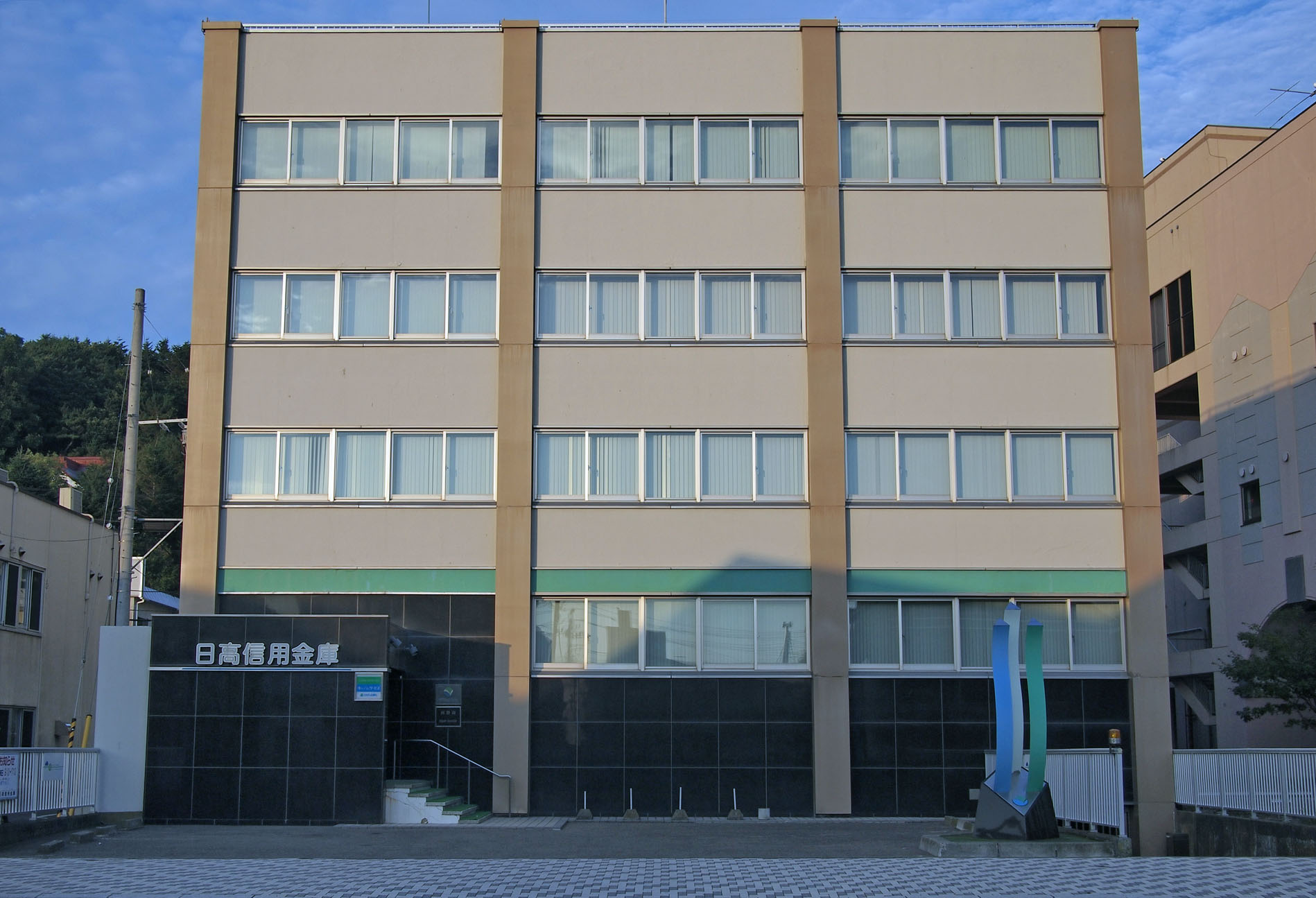
日高信用金庫本店

基幹産業は軽種馬の生産、漁業。サケ、マス、スルメイカ、日高昆布などが獲れる。主要な港は浦河港。

### 第一次産業

#### 農業
農業協同組合
- ひだか東農業協同組合（JAひだか東）...信用事業なし

農業共済組合
- 北海道農業共済組合（NOSAI北海道）日高東部家畜診療所

#### 漁業
- サケ
- マス
- スルメイカ
- 日高昆布

漁業協同組合
- 日高中央漁業協同組合

#### 畜産業
- 軽種馬

### 金融機関
- 北洋銀行浦河支店
- 日高信用金庫本店・堺町支店
- 北海道信用農業協同組合連合会ひだか東代理店（口座勘定のない有人窓口を別に2箇所あり）

### 物流

#### 宅配便
- ヤマト運輸：千歳主管支店浦河・様似センター
- 佐川急便：静内営業所（新ひだか町）

## 情報・通信

### マスメディア

#### 新聞社
- 日高報知新聞
- 北海道新聞浦河支局

#### 放送局
- NHK室蘭放送局浦河支局

### 中継局
- 浦河中継局
- NHK浦河ラジオ中継局

## 教育・研究機関

### 専修学校
- 浦河赤十字看護専門学校

### 高等学校
道立
- 北海道浦河高等学校

### 中学校
町立
- 浦河町立浦河第一中学校
- 浦河町立浦河第二中学校
- 浦河町立荻伏中学校

### 小学校
町立
- 浦河町立浦河小学校
- 浦河町立浦河東部小学校
- 浦河町立堺町小学校
- 浦河町立荻伏小学校

### 研究機関
- 競走馬総合研究所 生産育成研究室

## 交通

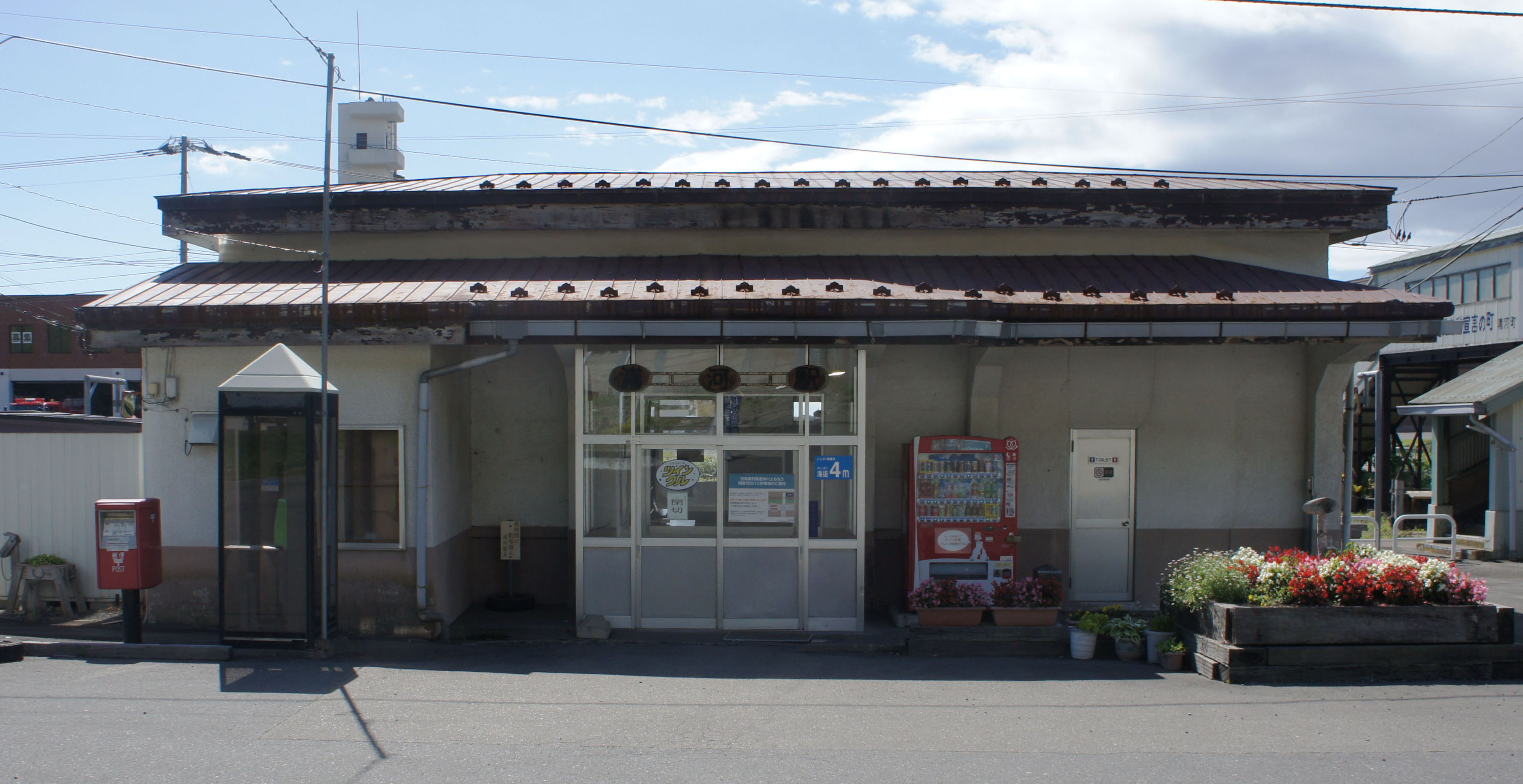
浦河駅

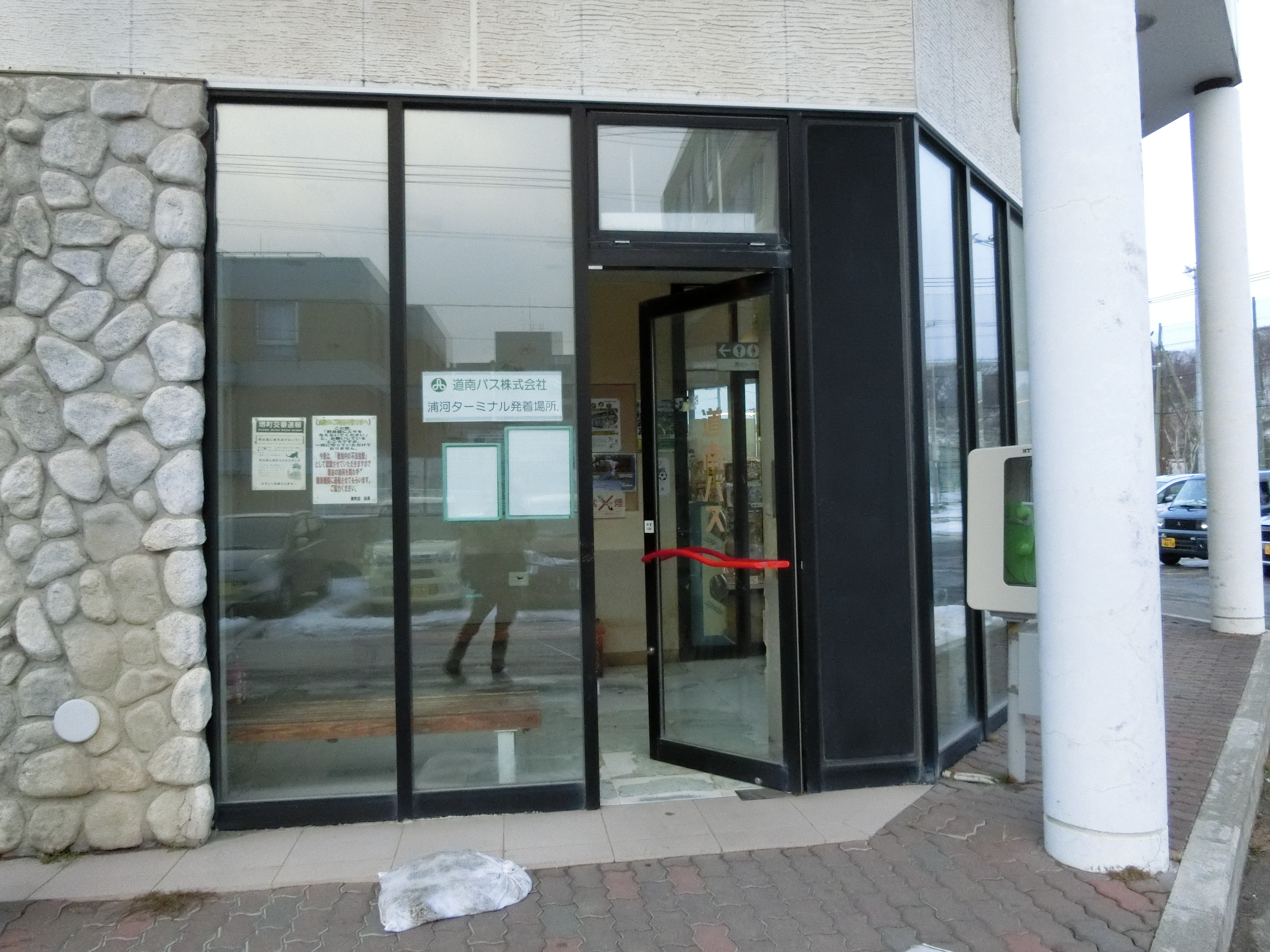
道南バス浦河バスターミナル

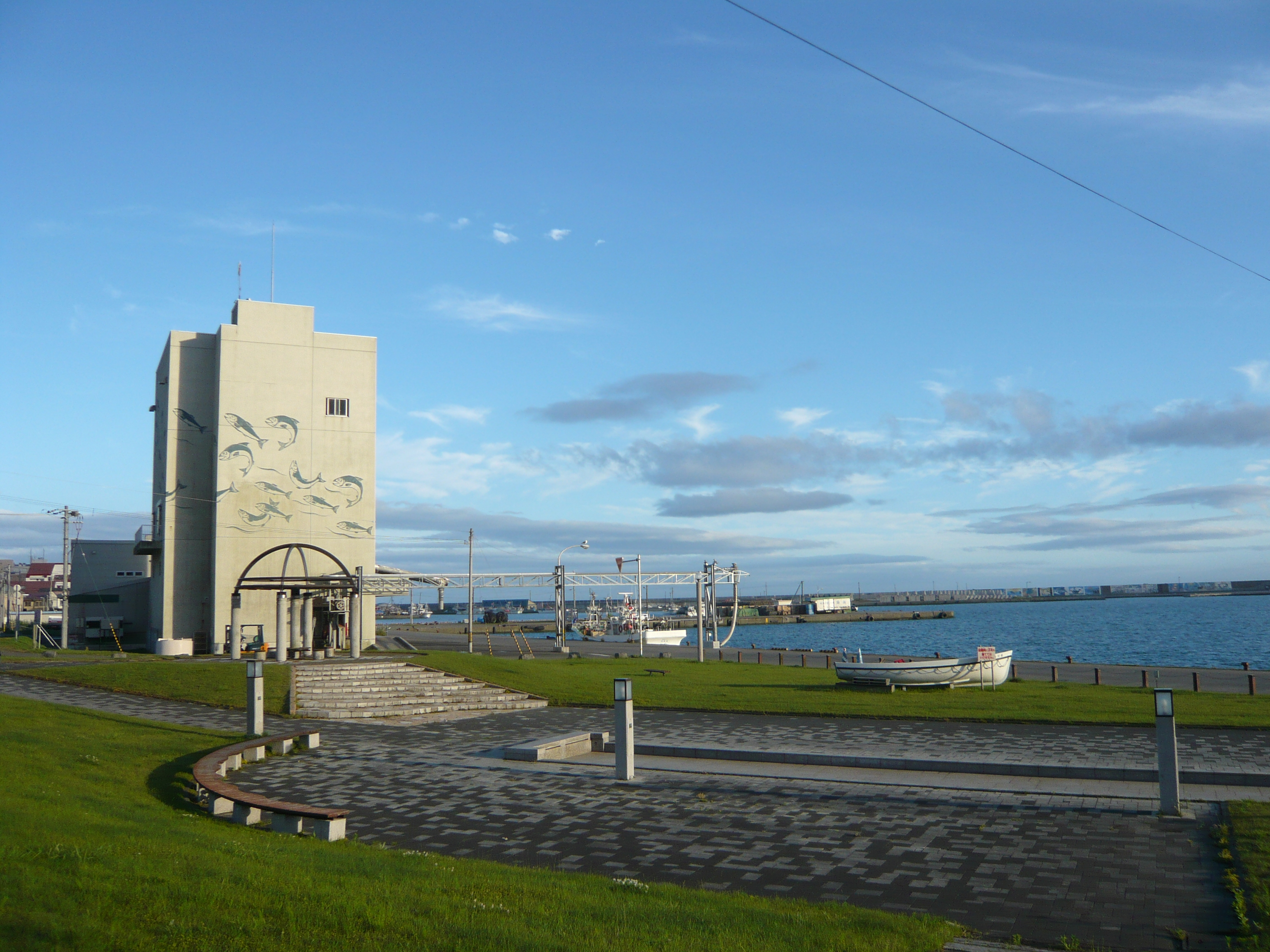
浦河港

### 鉄道
町内に鉄道路線は通っていない。

#### かつて運行していた路線
- 2021年（令和3年）3月31日までは、北海道旅客鉄道（JR北海道）の日高本線（荻伏駅 - 絵笛駅 - 浦河駅 - 東町駅 - 日高幌別駅）が営業していた[10][11]。

### バス

#### 路線バス
2021年（令和3年）4月1日のJR日高本線鵡川駅以南廃止に伴い、ジェイ・アール北海道バスと道南バスの運行系統調整等が行われた。
ジェイ・アール北海道バス - 日勝線も参照。
- 様似町・えりも町方面
- 新ひだか町方面
- 苫小牧市方面「特急とまも号」
- 札幌市方面「高速えりも号」「高速ひろおサンタ号」

道南バス
- 新ひだか町方面
- 札幌市方面「高速ペガサス号」

日交バス（国鉄バス日勝線廃止代替バス）
- 堺町西1丁目 - 上目名太
- 日高幌別駅 - 上杵臼・鵜苫沢

### タクシー
主なタクシー会社
- 日交ハイヤー

### 道路

#### 国道
- 国道235号
- 国道236号
- 国道237号
- 国道336号

#### 道道
- 北海道道288号浦河港線
- 北海道道348号野深荻伏停車場線
- 北海道道384号荻伏停車場線
- 北海道道481号上向別浦河停車場線
- 北海道道746号高見西舎線
- 北海道道1025号静内浦河線

### 航路

#### 港湾
- 浦河港

## 名所・旧跡・観光スポット

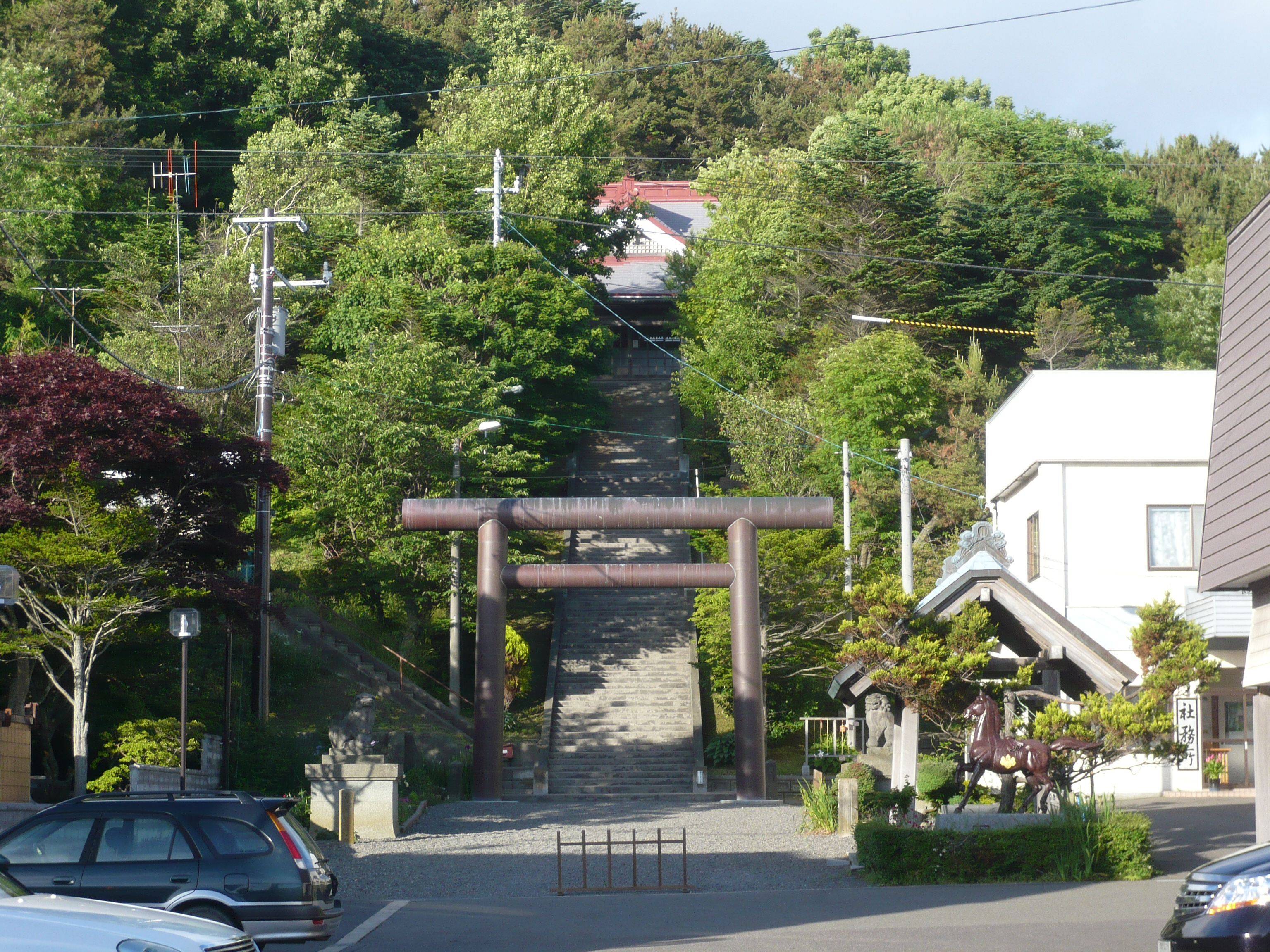
浦河神社

### 文化財
重要無形民俗文化財
- アイヌ古式舞踊 - 堺町生活館内、浦河ウタリ文化保存会

町指定文化財
- 縄文式土器（後期） - 浦河町立郷土博物館蔵
- 迎賓馬車 - 馬事資料館蔵
- アッシ織り

### 名所・旧跡
- 浦河神社

### 観光スポット
- うらかわ優駿ビレッジAERU
- オロマップ展望台
- 西舎桜並木
- 浦河町立郷土博物館
- 大黒座

## 文化

### 祭事・催事
- アイヌ古式舞踊
- うらかわ馬フェスタ

### 名産・特産
- アッシ織り

## 出身関連著名人

### 出身著名人
- 飯田憲二 柔道家
- 伊藤哲哉 俳優
- ウイリアムソン師円 スピードスケート選手
- 宇梶静江 アイヌ文化伝承者、古布絵作家、詩人、宇梶剛士の母
- 浦川タレ アイヌ文化伝承者
- 町屋 （桜村眞） 和楽器バンド、ギタリスト
- 小田卓朗 スピードスケート選手
- 小川佐助 競馬騎手、調教師
- 小沢牧子 心理学者、下河辺俊行の姉
- 管野暢昭 HBCアナウンサー
- 木村和士 競馬騎手（カナダ）
- 齋藤剋範 映像作家
- 齊藤正弘 競馬騎手（ホッカイドウ競馬）
- 下河辺俊行 実業家、小沢牧子の弟（出生地）
- 田所秀雄 競馬騎手、調教師
- 田所稔 競馬騎手、調教師
- 田中光敏 映画監督、CMディレクター
- 遠山サキ アイヌ文化伝承者
- 長岡萌映子 バスケットボール選手
- 長坂純 法学者
- 馳星周 小説家
- 伏木田光夫 画家
- 福田心之助 プロサッカー選手
- 宮下ともみ 女優
- 森雅之 漫画家

### 関連著名人
- タカ お笑い芸人（幼少期を過ごす）

### 在住著名人
- 池田拓 浦河町長、元町教委管理課長、和光大学卒
- 佐藤愛子 作家（町内に別荘を持ち、長期滞在する）
- 鈴木翁二 漫画家
- 正富宏之 タンチョウの研究者
- 和野内崇弘 学校法人札幌国際大学理事長
- 古田智康 日蓮宗加行所副傳師